# اتصال‌دهنده مولکس

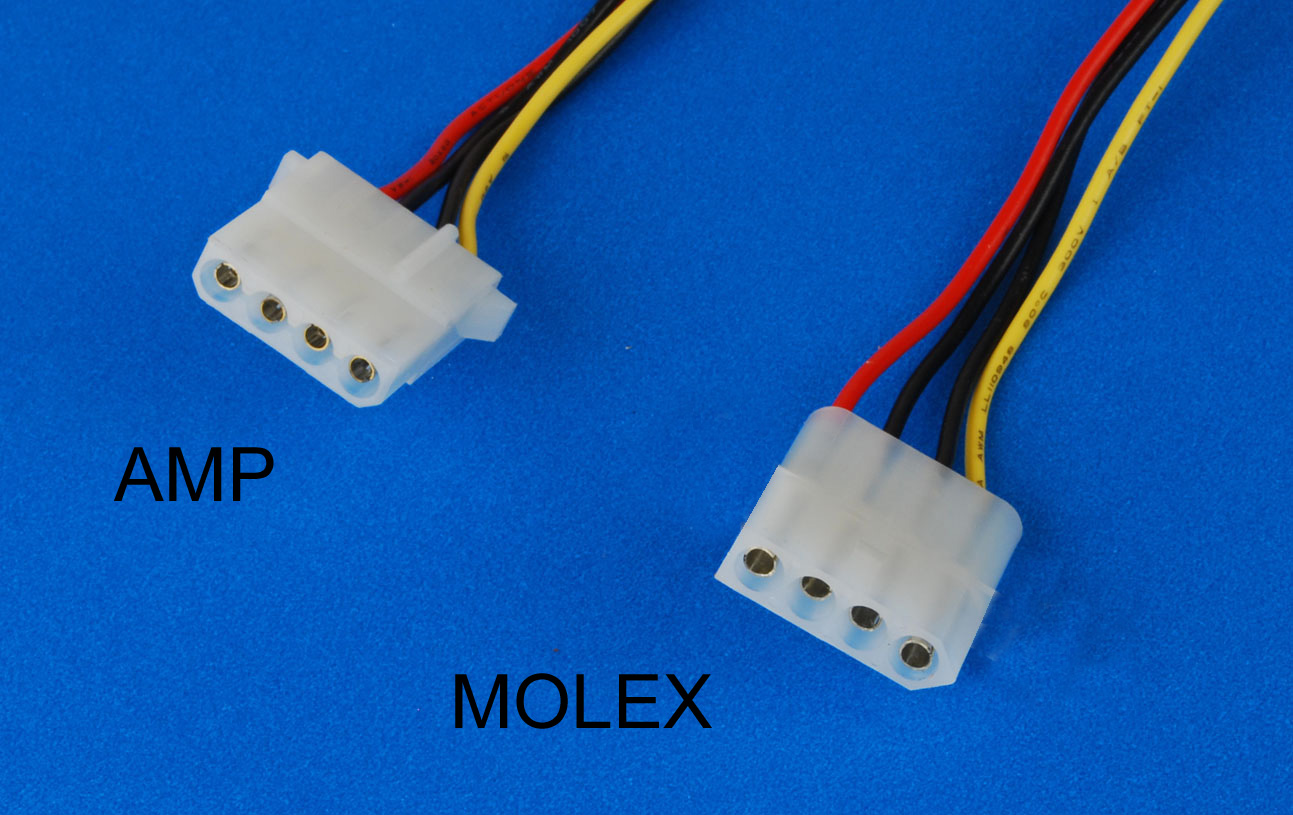
اتصال‌دهنده‌های AMP Mate-n-Lok و مولکس استاندارد پایه ۰٫۰۹۳ اینچی و سوکت برق

اتصال‌دهنده مولکس یا کانکتور مولکس اصطلاح رایج برای اتصال پین و سوکت دوتکه است. طراحی دوتکه که توسط شرکت مولکس کانکتور پیشگام بود، به یک استاندارد الکترونیکی اولیه تبدیل شد. مولکس اولین نمونه‌های این سبک کانکتور را در اواخر دهه ۱۹۵۰ و اوایل دهه ۱۹۶۰ توسعه داد و به ثبت رساند. برای اولین بار در لوازم خانگی مورد استفاده قرار گرفت، سایر صنایع به زودی شروع به طراحی آن در محصولات خود از خودرو گرفته تا ماشین‌های فروش خودکار و رایانه کوچک کردند.

### دیسک خوان
اتصال‌دهنده دیسک سخت رایانه رومیزی در اینجا نشان داده شده‌است. دارای چهار سیم است که پایه خروجی استاندارد به شرح زیر است:
| پین # | رنگ | رنگ     | عملکرد |
| ----- | --- | ------- | ------ |
| ۱     |     | رنگ زرد | +12 V  |
| ۲     |     | مشکی    | زمین   |
| ۳     |     | مشکی    | زمین   |
| ۴     |     | قرمز    | +5 V   |